# キャナガワ
『キャナガワ』は、テレビ神奈川(tvk)で放送されていたバラエティ番組。放送日時は毎週日曜日の18:10 - 19:00。
2005年9月20日で放送終了。2004年12月からデジタルハイビジョン制作。

## 出演者
- 司会 山口智充（DonDokoDon）
- アシスタント 原万紀子
- 中継リポーター だいたひかる

## 企画内容
- お笑いファイティング

毎回4組の若手芸人によるネタ見せコーナー。
- キャナガワ自由研究

若手芸人が神奈川の気になる所を調査・発表するコーナー。
- キャナ天

若手芸人が2つのチームに分かれ、ゲームに挑戦するコーナー。
- しりとりんごちゃん (2005年4月3日 - 2005年8月30日)

チーモンチョーチュウがしりとりワードをインターネット電話帳でヒットした神奈川のスポットを訪れ、
そこの人に次のしりとりを答えてもらうというコーナー。
「りんご」というワードがでると、ゴール。ゴールすると冠コーナーを持てる。
- 恋するキャニカミ

しりとりんごちゃんでゴールしたチーモンチョーチュウの冠コーナー。原万紀子とデートするというもの。
- だいたひかるのキャナガワ新聞

神奈川県内のスクープを紹介。

## 出演芸人
- アホマイルド
- 有本おっさん
- アンナ
- 井上マー
- うがじん (解散後、どくろ団はピン芸人「カートヤング」、大木は広島吉本で「優駿」として活動。)
- LLR
- オオカミ少年
- オリエンタルラジオ
- (英)タナカ
- カナリア
- ガリットチュウ
- くまだまさし
- グランジ
- サカイスト
- 佐久間一行

- ジパング上陸作戦
- スパークスタート (解散)
- チーモンチョーチュウ
- 椿鬼奴
- どりあんず
- 西村ステッキ
- ノンスモーキン
- ハイキングウォーキング
- はいじまともたけ
- バッドボーイズ
- ハリセンボン
- ハローケイスケ
- パンクブーブー
- Bコース
- ピッツァパーティー (小泉が脱退後、残った二人で「ふんわりたまご」として活動していたが、2009年8月末解散。)

- ピース
- ひらひら (解散)
- 平成ノブシコブシ
- POISON GIRL BAND
- ポテト少年団
- 増谷キートン
- 南野やじ
- ミルククラウン
- もう中学生
- ラフ・コントロール
- ららら松村
- リンダ (解散)
- ロシアンモンキー
- ワイビーワン (解散)